# Trois-Rivières (circonscription provinciale)
Pour les articles homonymes, voir Trois-Rivières (homonymie).
Circonscription électorale provinciale du Canada
Trois-Rivières est une circonscription électorale provinciale du Québec située dans la région de la Mauricie.

## Historique
Un premier district électoral de Trois-Rivières est créé en 1792 pour envoyer des députés à la Chambre d'assemblée du Bas-Canada. Il est conservé en 1841 pour l'Assemblée législative de la province du Canada et, en 1867, pour l'Assemblée législative de la province de Québec. 
Le territoire de la circonscription de Trois-Rivières a été modifié en 1912[réf. souhaitée]. Il a par la suite été modifié en 1972 quand Trois-Rivières a cédé à Saint-Maurice la ville de Trois-Rivières-Ouest et a reçu en contrepartie la partie de la ville de Trois-Rivières qui ne lui appartenait pas. En 2011, une partie du territoire de Trois-Rivières a été transféré dans Maskinongé, puis en 2017 une portion de celui-ci a été ramenée dans Trois-Rivières.
Trois-Rivières est la seule circonscription québécoise à avoir existé de façon continue et sous le même nom depuis l'établissement des premiers districts électoraux en 1792 jusqu'à nos jours.

## Territoire et limites
La circonscription provinciale de Trois-Rivières est formée de la partie de la ville de Trois-Rivières située à l'ouest de la rivière Saint-Maurice et à l'est de l'autoroute de l'Énergie.

## Liste des députés
| Années | Années      | Législature | Député                              | Parti                    |
| ------ | ----------- | ----------- | ----------------------------------- | ------------------------ |
|        | 1867 - 1868 | 1re         | Louis-Charles Boucher de Niverville | Conservateur             |
|        | 1868 - 1869 | 1re         | Sévère Dumoulin                     | Conservateur             |
|        | 1869 - 1871 | 1re         | Charles-Borromée Genest             | Conservateur             |
|        | 1871 - 1874 | 2e          | Henri-Gédéon Malhiot                | Conservateur             |
|        | 1874 - 1875 | 2e          | Henri-Gédéon Malhiot                | Conservateur             |
|        | 1875 - 1876 | 3e          | Henri-Gédéon Malhiot                | Conservateur             |
|        | 1876 - 1878 | 3e          | Arthur Turcotte                     | Conservateur-indépendant |
|        | 1878 - 1881 | 4e          | Arthur Turcotte                     | Conservateur-indépendant |
|        | 1881 - 1883 | 5e          | Sévère Dumoulin                     | Conservateur             |
|        | 1884 - 1886 | 5e          | Arthur Turcotte                     | Conservateur-indépendant |
|        | 1886 - 1888 | 6e          | Arthur Turcotte                     | Libéral                  |
|        | 1888 - 1890 | 6e          | Arthur Turcotte                     | Libéral                  |
|        | 1890 - 1892 | 7e          | Télesphore-Eusèbe Normand           | Conservateur             |
|        | 1892        | 8e          | Télesphore-Eusèbe Normand           | Conservateur             |
|        | 1892 - 1897 | 8e          | Télesphore-Eusèbe Normand           | Conservateur             |
|        | 1897 - 1900 | 9e          | Télesphore-Eusèbe Normand           | Conservateur             |
|        | 1900 - 1904 | 10e         | Richard-Stanislas Cooke             | Libéral                  |
|        | 1904 - 1908 | 11e         | Joseph-Adolphe Tessier              | Libéral                  |
|        | 1908 - 1912 | 12e         | Joseph-Adolphe Tessier              | Libéral                  |
|        | 1912 - 1914 | 13e         | Joseph-Adolphe Tessier              | Libéral                  |
|        | 1914 - 1916 | 13e         | Joseph-Adolphe Tessier              | Libéral                  |
|        | 1916 - 1919 | 14e         | Joseph-Adolphe Tessier              | Libéral                  |
|        | 1919 - 1921 | 15e         | Joseph-Adolphe Tessier              | Libéral                  |
|        | 1921 - 1923 | 15e         | Louis-Philippe Mercier              | Libéral                  |
|        | 1923 - 1927 | 16e         | Louis-Philippe Mercier              | Libéral                  |
|        | 1927 - 1931 | 17e         | Maurice Duplessis                   | Conservateur             |
|        | 1931 - 1935 | 18e         | Maurice Duplessis                   | Conservateur             |
|        | 1935 - 1936 | 19e         | Maurice Duplessis                   | Conservateur             |
|        | 1936 - 1939 | 20e         | Maurice Duplessis                   | Union nationale          |
|        | 1939 - 1944 | 21e         | Maurice Duplessis                   | Union nationale          |
|        | 1944 - 1948 | 22e         | Maurice Duplessis                   | Union nationale          |
|        | 1948 - 1952 | 23e         | Maurice Duplessis                   | Union nationale          |
|        | 1952 - 1956 | 24e         | Maurice Duplessis                   | Union nationale          |
|        | 1956 - 1959 | 25e         | Maurice Duplessis                   | Union nationale          |
|        | 1960 - 1962 | 26e         | Yves Gabias                         | Union nationale          |
|        | 1962 - 1966 | 27e         | Yves Gabias                         | Union nationale          |
|        | 1966 - 1969 | 28e         | Yves Gabias                         | Union nationale          |
|        | 1969 - 1970 | 28e         | Gilles Gauthier                     | Union nationale          |
|        | 1970 - 1973 | 29e         | Guy Bacon                           | Libéral                  |
|        | 1973 - 1976 | 30e         | Guy Bacon                           | Libéral                  |
|        | 1976 - 1981 | 31e         | Denis Vaugeois                      | Parti québécois          |
|        | 1981 - 1985 | 32e         | Denis Vaugeois                      | Parti québécois          |
|        | 1985        | 32e         | Paul Philibert                      | Libéral                  |
|        | 1985 - 1989 | 33e         | Paul Philibert                      | Libéral                  |
|        | 1989 - 1994 | 34e         | Paul Philibert                      | Libéral                  |
|        | 1994 - 1998 | 35e         | Guy Julien                          | Parti québécois          |
|        | 1998 - 2003 | 36e         | Guy Julien                          | Parti québécois          |
|        | 2003 - 2007 | 37e         | André Gabias                        | Libéral                  |
|        | 2007 - 2008 | 38e         | Sébastien Proulx                    | Action démocratique      |
|        | 2008 - 2012 | 39e         | Danielle St-Amand                   | Libéral                  |
|        | 2012 - 2014 | 40e         | Danielle St-Amand                   | Libéral                  |
|        | 2014 - 2018 | 41e         | Jean-Denis Girard                   | Libéral                  |
|        | 2018 - 2022 | 42e         | Jean Boulet                         | Coalition avenir         |
|        | 2022 - ...  | 43e         | Jean Boulet                         | Coalition avenir         |

Légende: Les années en italiques indiquent les élections partielles, tandis que le nom en gras signifie que la personne a été chef d'un parti politique.

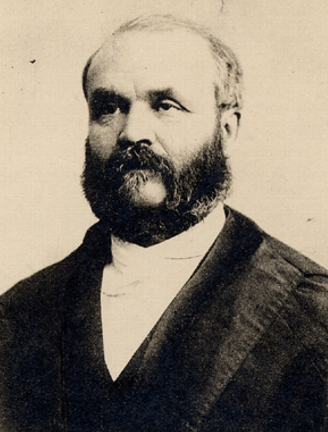
Henri-Gédéon Malhiot est député de Trois-Rivières de 1871 à 1876 pour le Parti conservateur du Québec.
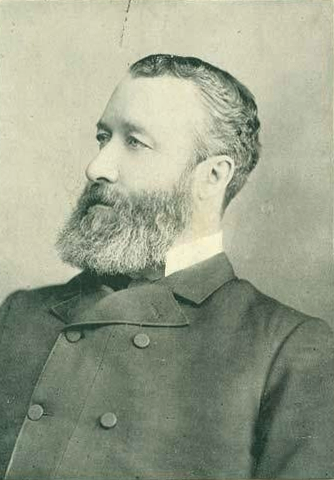
Arthur Turcotte est député de Trois-Rivières de 1876 à 1881 et de 1884 à 1890.
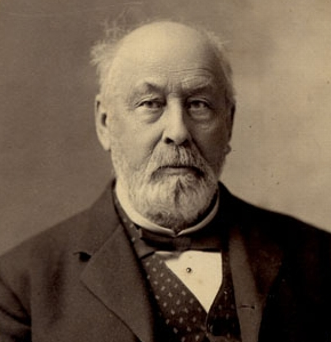
Télesphore-Eusèbe Normand est député de Trois-Rivières de 1890 à 1900 pour le Parti conservateur du Québec.
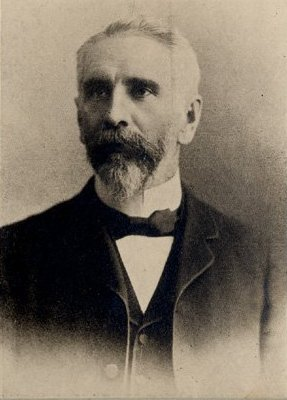
Richard-Stanislas Cooke est député de Trois-Rivières de 1900 à 1904 pour le Parti libéral du Québec.
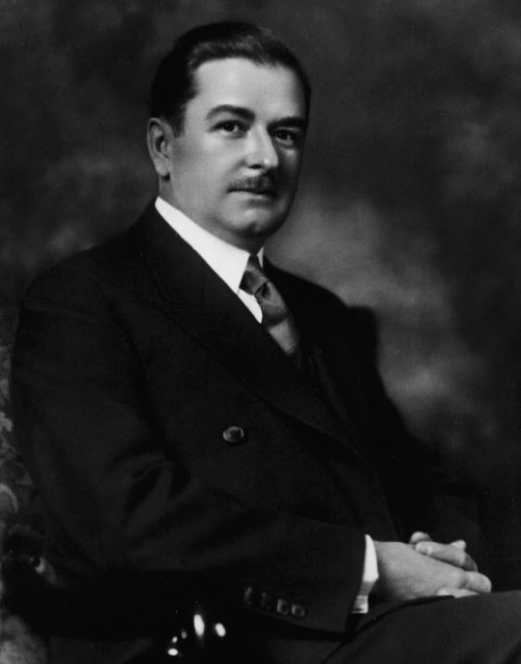
Maurice Duplessis est député de Trois-Rivières de 1927 à 1959. Il est premier ministre du Québec de 1936 à 1939 et de 1944 à 1959.
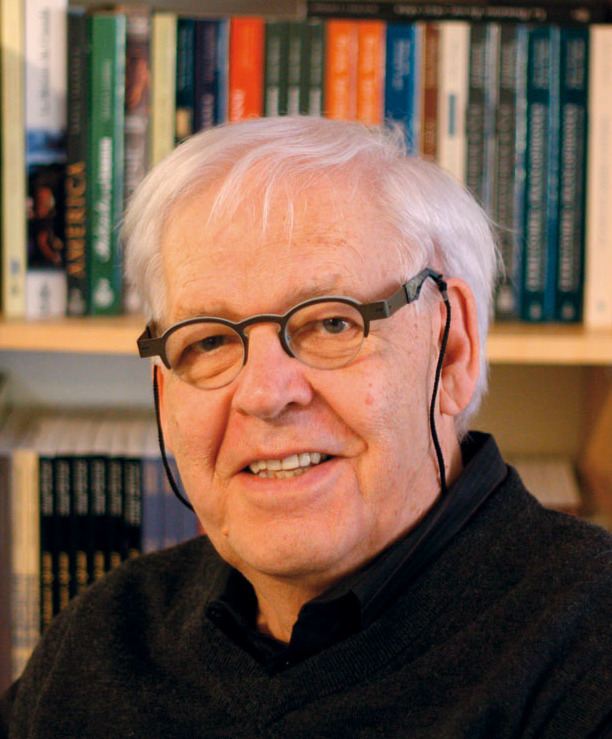
Denis Vaugeois est député de Trois-Rivières de 1976 à 1985 pour le Parti québécois.
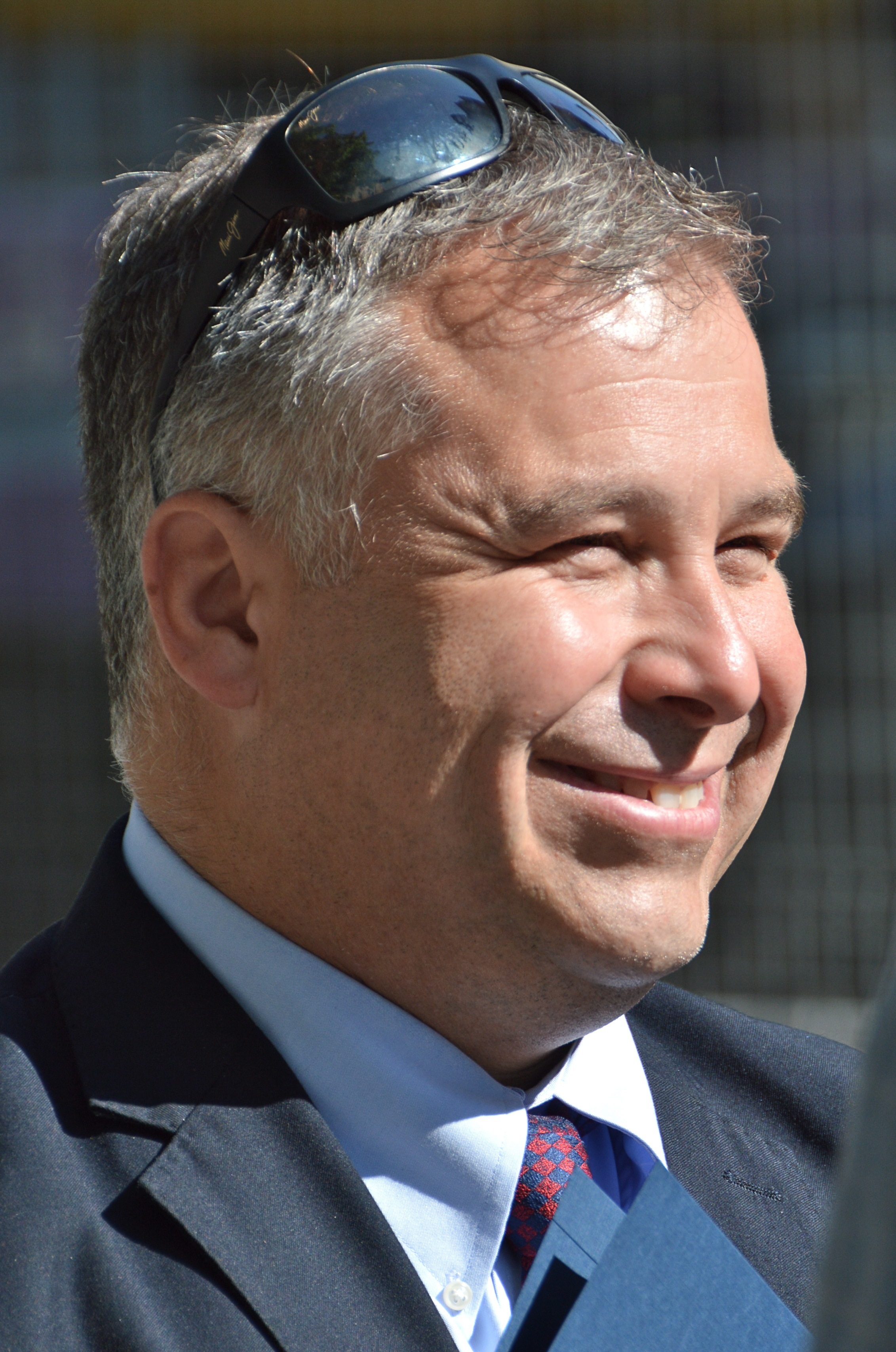
Sébastien Proulx est député de Trois-Rivières de 2007 à 2008 pour l'Action démocratique du Québec.

## Résultats électoraux
|                                                                                               | Nom                   | Parti                 | Nombre de voix | %      | Maj.   |
| --------------------------------------------------------------------------------------------- | --------------------- | --------------------- | -------------- | ------ | ------ |
|                                                                                               | Jean Boulet (sortant) | Coalition avenir      | 18 859         | 50,8 % | 12 790 |
|                                                                                               | Steven Roy Cullen     | Québec solidaire      | 6 069          | 16,4 % | -      |
|                                                                                               | Laurent Vézina        | Parti québécois       | 5 323          | 14,3 % | -      |
|                                                                                               | Karine Pépin          | Conservateur          | 4 552          | 12,3 % | -      |
|                                                                                               | Adams Tekougoum       | Libéral               | 2 056          | 5,5 %  | -      |
|                                                                                               | Éric Trottier         | Climat Québec         | 148            | 0,4 %  | -      |
|                                                                                               | Georges Samman        | L'union fait la force | 108            | 0,3 %  | -      |
| Total                                                                                         | Total                 | Total                 | 37 115         | 100 %  |        |
| Le taux de participation lors de l'élection était de 68,7 % et 492 bulletins ont été rejetés. |                       |                       |                |        |        |

|                                                                                               | Nom                         | Parti            | Nombre de voix | %      | Maj.  |
| --------------------------------------------------------------------------------------------- | --------------------------- | ---------------- | -------------- | ------ | ----- |
|                                                                                               | Jean Boulet                 | Coalition avenir | 15 323         | 41,1 % | 6 801 |
|                                                                                               | Jean-Denis Girard (sortant) | Libéral          | 8 522          | 22,8 % | -     |
|                                                                                               | Valérie Delage              | Québec solidaire | 6 411          | 17,2 % | -     |
|                                                                                               | Marie-Claude Camirand       | Parti québécois  | 5 758          | 15,4 % | -     |
|                                                                                               | Adis Simidzija              | Vert             | 653            | 1,8 %  | -     |
|                                                                                               | Daniel Hénault              | Conservateur     | 639            | 1,7 %  | -     |
| Total                                                                                         | Total                       | Total            | 37 306         | 100 %  |       |
| Le taux de participation lors de l'élection était de 70,2 % et 744 bulletins ont été rejetés. |                             |                  |                |        |       |

|                                                                                               | Nom                  | Parti            | Nombre de voix | %      | Maj.  |
| --------------------------------------------------------------------------------------------- | -------------------- | ---------------- | -------------- | ------ | ----- |
|                                                                                               | Jean-Denis Girard    | Libéral          | 11 658         | 39,2 % | 3 206 |
|                                                                                               | Alexis Deschênes     | Parti québécois  | 8 452          | 28,4 % | -     |
|                                                                                               | Diego Brunelle       | Coalition avenir | 6 634          | 22,3 % | -     |
|                                                                                               | Jean-Claude Landry   | Québec solidaire | 2 531          | 8,5 %  | -     |
|                                                                                               | Pierre-Louis Bonneau | Conservateur     | 260            | 0,9 %  | -     |
|                                                                                               | André de Repentigny  | Option nationale | 238            | 0,8 %  | -     |
| Total                                                                                         | Total                | Total            | 29 773         | 100 %  |       |
| Le taux de participation lors de l'élection était de 69,5 % et 593 bulletins ont été rejetés. |                      |                  |                |        |       |

|                                                                                               | Nom                          | Parti              | Nombre de voix | %      | Maj.  |
| --------------------------------------------------------------------------------------------- | ---------------------------- | ------------------ | -------------- | ------ | ----- |
|                                                                                               | Danielle St-Amand (sortante) | Libéral            | 11 255         | 35,2 % | 1 001 |
|                                                                                               | Djemila Benhabib             | Parti québécois    | 10 254         | 32 %   | -     |
|                                                                                               | Andrew D'Amours              | Coalition avenir   | 7 447          | 23,3 % | -     |
|                                                                                               | Jean-Claude Landry           | Québec solidaire   | 1 615          | 5 %    | -     |
|                                                                                               | Charles-Hugo Normand         | Option nationale   | 1 121          | 3,5 %  | -     |
|                                                                                               | Robert Deschamps             | Indépendant        | 217            | 0,7 %  | -     |
|                                                                                               | Kathie McNicoll              | Équipe autonomiste | 110            | 0,3 %  | -     |
| Total                                                                                         | Total                        | Total              | 32 019         | 100 %  |       |
| Le taux de participation lors de l'élection était de 75,2 % et 534 bulletins ont été rejetés. |                              |                    |                |        |       |

|                                                                                               | Nom                        | Parti               | Nombre de voix | %      | Maj. |
| --------------------------------------------------------------------------------------------- | -------------------------- | ------------------- | -------------- | ------ | ---- |
|                                                                                               | Danielle St-Amand          | Libéral             | 9 129          | 40,1 % | 960  |
|                                                                                               | Yves St-Pierre             | Parti québécois     | 8 169          | 35,9 % | -    |
|                                                                                               | Sébastien Proulx (sortant) | Action démocratique | 4 241          | 18,6 % | -    |
|                                                                                               | Alex Noël                  | Québec solidaire    | 714            | 3,1 %  | -    |
|                                                                                               | Louis Lacroix              | Vert                | 515            | 2,3 %  | -    |
| Total                                                                                         | Total                      | Total               | 22 768         | 100 %  |      |
| Le taux de participation lors de l'élection était de 60,5 % et 333 bulletins ont été rejetés. |                            |                     |                |        |      |

|                                                                                               | Nom                    | Parti               | Nombre de voix | %      | Maj.  |
| --------------------------------------------------------------------------------------------- | ---------------------- | ------------------- | -------------- | ------ | ----- |
|                                                                                               | Sébastien Proulx       | Action démocratique | 10 247         | 37,2 % | 2 385 |
|                                                                                               | André Gabias (sortant) | Libéral             | 7 862          | 28,5 % | -     |
|                                                                                               | Jean-Pierre Adam       | Parti québécois     | 7 672          | 27,8 % | -     |
|                                                                                               | André Lemay            | Québec solidaire    | 907            | 3,3 %  | -     |
|                                                                                               | Louis Lacroix          | Vert                | 739            | 2,7 %  | -     |
|                                                                                               | Stéphan Vincent        | Indépendant         | 121            | 0,4 %  | -     |
| Total                                                                                         | Total                  | Total               | 27 548         | 100 %  |       |
| Le taux de participation lors de l'élection était de 73,5 % et 295 bulletins ont été rejetés. |                        |                     |                |        |       |

|                                                                                               | Nom                  | Parti                 | Nombre de voix | %      | Maj. |
| --------------------------------------------------------------------------------------------- | -------------------- | --------------------- | -------------- | ------ | ---- |
|                                                                                               | André Gabias         | Libéral               | 11 034         | 40,8 % | 880  |
|                                                                                               | Guy Julien (sortant) | Parti québécois       | 10 154         | 37,5 % | -    |
|                                                                                               | Jean-Claude Ayotte   | Action démocratique   | 5 181          | 19,2 % | -    |
|                                                                                               | Rachel Sauvageau     | Bloc pot              | 274            | 1 %    | -    |
|                                                                                               | David Lanneville     | UFP                   | 214            | 0,8 %  | -    |
|                                                                                               | Marcel Fugère        | Indépendant           | 110            | 0,4 %  | -    |
|                                                                                               | Stéphane Robert      | Démocratie chrétienne | 76             | 0,3 %  | -    |
| Total                                                                                         | Total                | Total                 | 27 043         | 100 %  |      |
| Le taux de participation lors de l'élection était de 72,5 % et 347 bulletins ont été rejetés. |                      |                       |                |        |      |

## Référendums
|  | Référendum                     | % du OUI | % du NON | Taux de participation |
|  | Référendum de 1980             | 40,95 %  | 59,05 %  | 84,33 %               |
|  | Accord de Charlottetown (1992) | 39,42 %  | 60,58 %  | 81,85 %               |
|  | Référendum de 1995             | 55,64 %  | 44,36 %  | 92,94 %               |